# Louis de Carrières
Louis de Carrières (Angers, 1º settembre 1662 – Parigi, 11 giugno 1717) è stato un biblista francese, appartenente all'ordine oratoriano.

## Biografia
Carrières nacque nel castello di Plesse ad Avrille, Angers. Da giovane fu ambasciatore francese in Spagna, in seguito intraprese la carriera militare che lasciò nel 1689 per entrare, all'età di ventisette anni, nella Congregazione dell'Oratorio. In quegli anni l'Oratorio francese viveva un'epoca di grande splendore in cui grandi teologi come Le Cointe, Thomassin, Malebranche, Richard Simon e Bernard Lamy, facevano della Bibbia il soggetto preferito dei loro studi. Fondò una borsa di studio in studi biblici, il cui primo beneficiario fu Charles François Houbigant. Carrières svolse varie funzioni nella sua congregazione e si guadagnò la reputazione di prete modesto e dotto. Morì nella casa di Saint-Honoré l'11 giugno 1717, a 55 anni.

## Opere
La sua opera La Sainte Bible en francais, avec un commentaire littéral inséré dans la traduction divenne molto popolare tra gli studiosi di Sacra Scrittura di lingua francese. Differisce notevolmente dalle opere pubblicate dai precedenti commentatori. Prendendo come base la traduzione di Louis-Isaac Lemaistre de Sacy, Carrières aggiunse una parafrasi del testo per spiegare le difficoltà o chiarire i luoghi oscuri. Queste aggiunte semplici e brevi, ispirate per la maggior parte da Vatable, Tirinus, Menochio, Bonfrère e Cornelius Jansen, e stampate in corsivo, sono facilmente distinguibili dal testo stesso, al quale sono unite in modo da formare una narrazione continua. Non ci sono quindi note che interrompano il testo. L'opera presenta, tuttavia, alcuni errori - occasionali mistificazioni, alcune ipotesi e opinioni senza fondamento in seguito screditate, alcune scelte sfortunate di autorità e interpretazioni.
I primi volumi pubblicati a Parigi e Reims all'inizio del XVIII secolo furono accolti calorosamente e vivamente consigliati da Jacques-Bénigne Bossuet, che incoraggiò lo scrittore a proseguire il suo lavoro. Il commento, che si estende per ventiquattro volumi in dodicesimo, fu completato nel 1716. L'opera fu più volte ripubblicata: la seconda edizione fu pubblicata con prefazioni, riassunti e dissertazioni compilate dall'Abbé de Vence, (ventidue volumi in dodicesimo, Nancy, 1738-1741); la terza edizione, in cinque volumi, in ottavo (Parigi, 1740); la quarta edizione, in dieci volumi in ottavo (1747); la quinta edizione, con mappe e illustrazioni, in sei volumi in quarto (1750). La parafrasi di Carrières, leggermente corretta, insieme ad una revisione abbreviata dei commentari di Calmet e ad alcune dissertazioni dall'Abbé de Vence, formarono la Bible d'Avignon di Rondet (1748-1750), molto nota più tardi come Bible de Vence. Nel corso del diciannovesimo secolo la versione di Carrières fu spesso ristampata, il più delle volte accompagnata dai commenti di Menochio, a volte con le note di interpreti del diciannovesimo secolo, come Sionnet (1840) e Claude-Joseph Drioux (1884).